# Pusztaszikszó
Pusztaszikszó Füzesabony településrésze. A várostól északnyugatra, Kerecsend irányában a 3-as főút délnyugati oldalán fekszik, a Laskó-patak mellett.

## Története

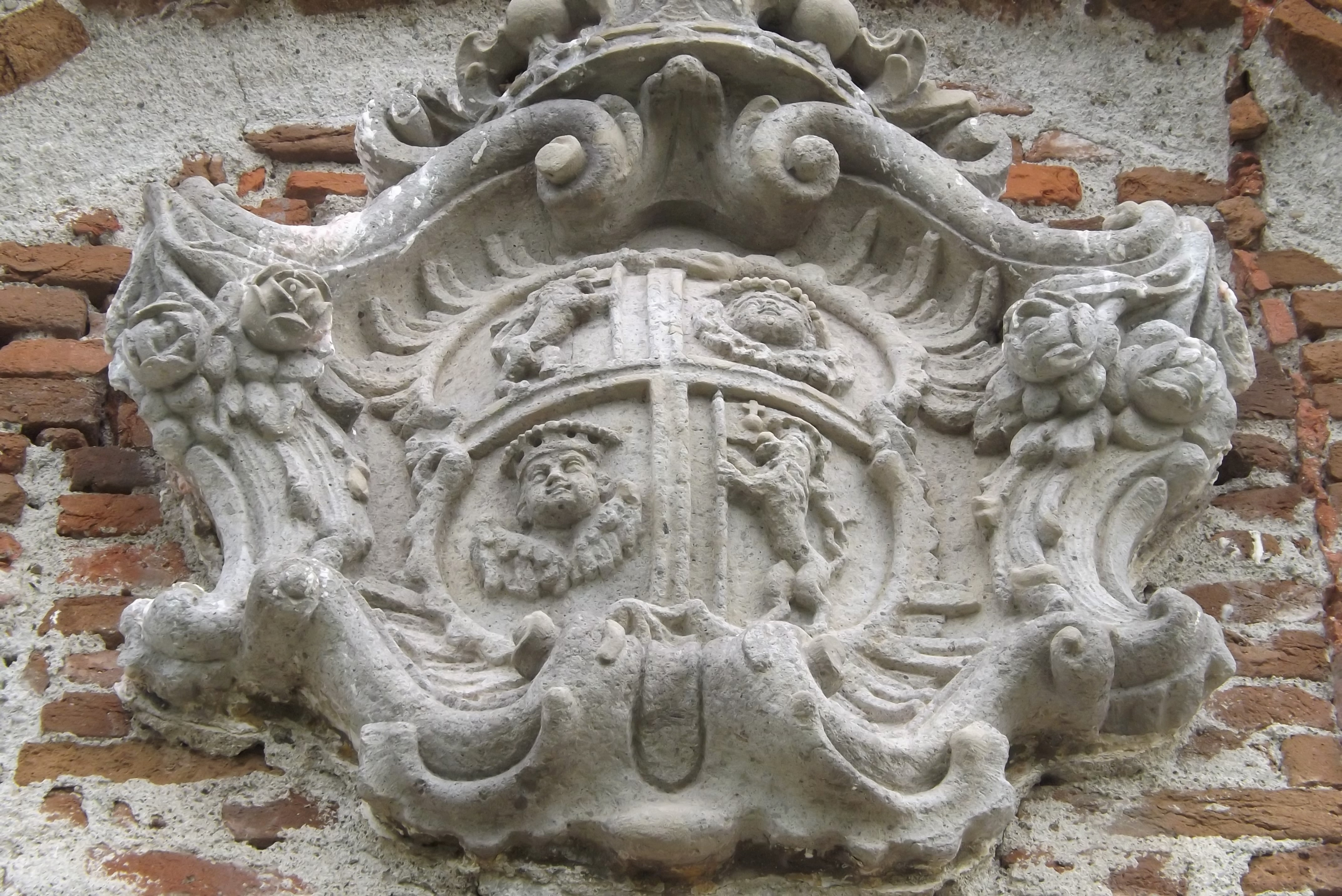
A Barkóczy-címer a Szent Vendel-kápolna bejárata fölött

A település környéke évezredek óta lakott, már a kőkorból, és a bronzkorból is találtak különböző tárgyakat. A török uralom előtt a falucska az egri püspökség uradalmának egyik központja volt, akkor azonban sok környékbeli társához hasonlóan elpusztult a harcok során. Telekessy István, majd gróf Erdődy Gábor egri püspök is újra akarta telepíteni a helységet, de nem jártak sikerrel, faluként már nem tudott újjáéledni a település. A telepítési kísérletek eredménye volt a Szent Vendel-kápolna és a második világháborúban elpusztított püspöki kastély. Az egykori uradalom jelentős mennyiségű mezőgazdasági árut állított elő, amit az egykor az országút déli oldalán húzódó, a kerecsendi téglagyár termékeit is az abonyi állomásra szállító kisvasúton szállítottak el. A Pusztaszikszón a 19. század elején épült egri érseki kastély 1945-ben pusztult el. Az uradalom az államosítással állami tulajdonba került. A kastély helyén kitermelt földből építették a 33-as főút első, 1987-es építésű felüljáróját a Hatvan–Miskolc–Szerencs–Sátoraljaújhely-vasútvonal fölött.

## Szent Vendel-kápolna
A Szent Vendel-kápolna Füzesabonytól északnyugati irányban fekszik. Főbejárata nyugati tájolású. A kápolna egyhajós, íves szentélyzáródású, kontyolt nyeregtetős épület, melynek főbejárata fölött, a boltíves főpárkány alatt a Barkóczy család címere található. Az 1810. évi canonica visitatio szerint a pusztaszikszói kápolnát Barkóczy Ferenc építtette Szent Vendel tiszteletére. Az épületet 1844-ben újították fel, majd legutoljára 1995-ben került sor az épület állagmegóvására. Ekkor kapott palatetőt az épület. A szentélyt félkupolával fedett, ívelt, félköríves falmélyedésben hozták létre. A főhajó északi és déli oldalán egy egy melléktér kapott helyet.

## Galéria

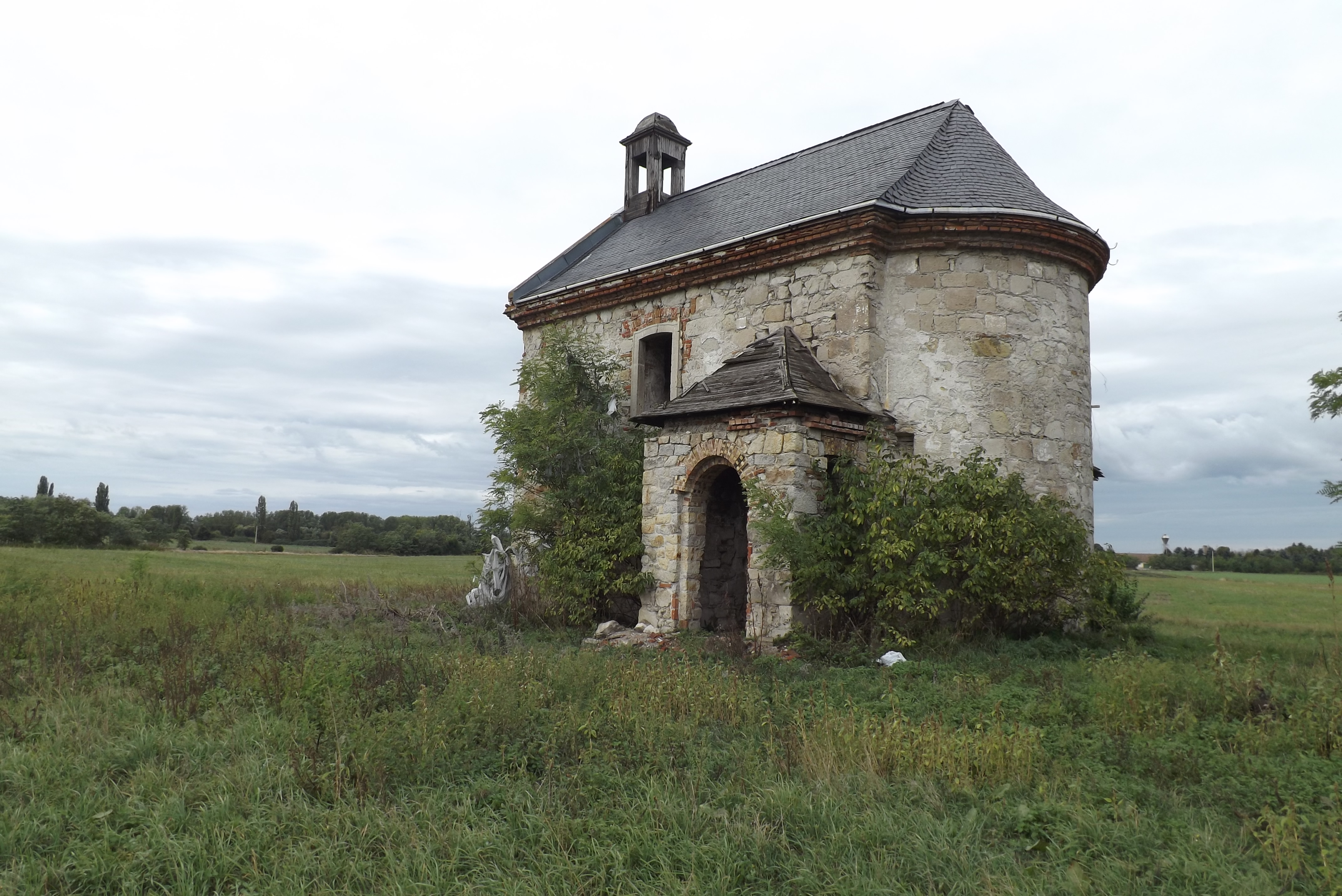
A pusztaszikszói Szent Vendel-kápolna külső, északkeleti oldala
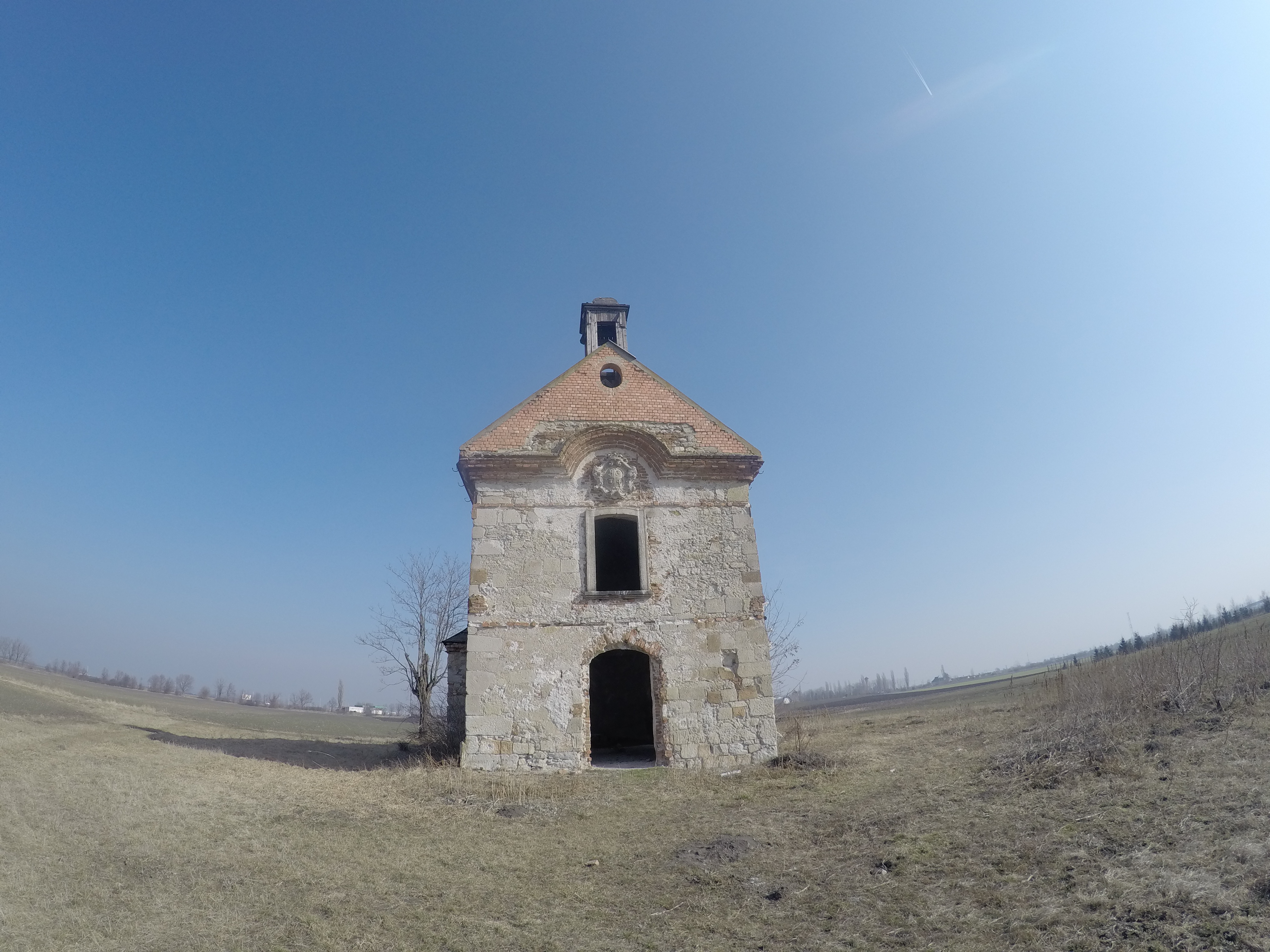
A kápolna homlokzata nyugat felől
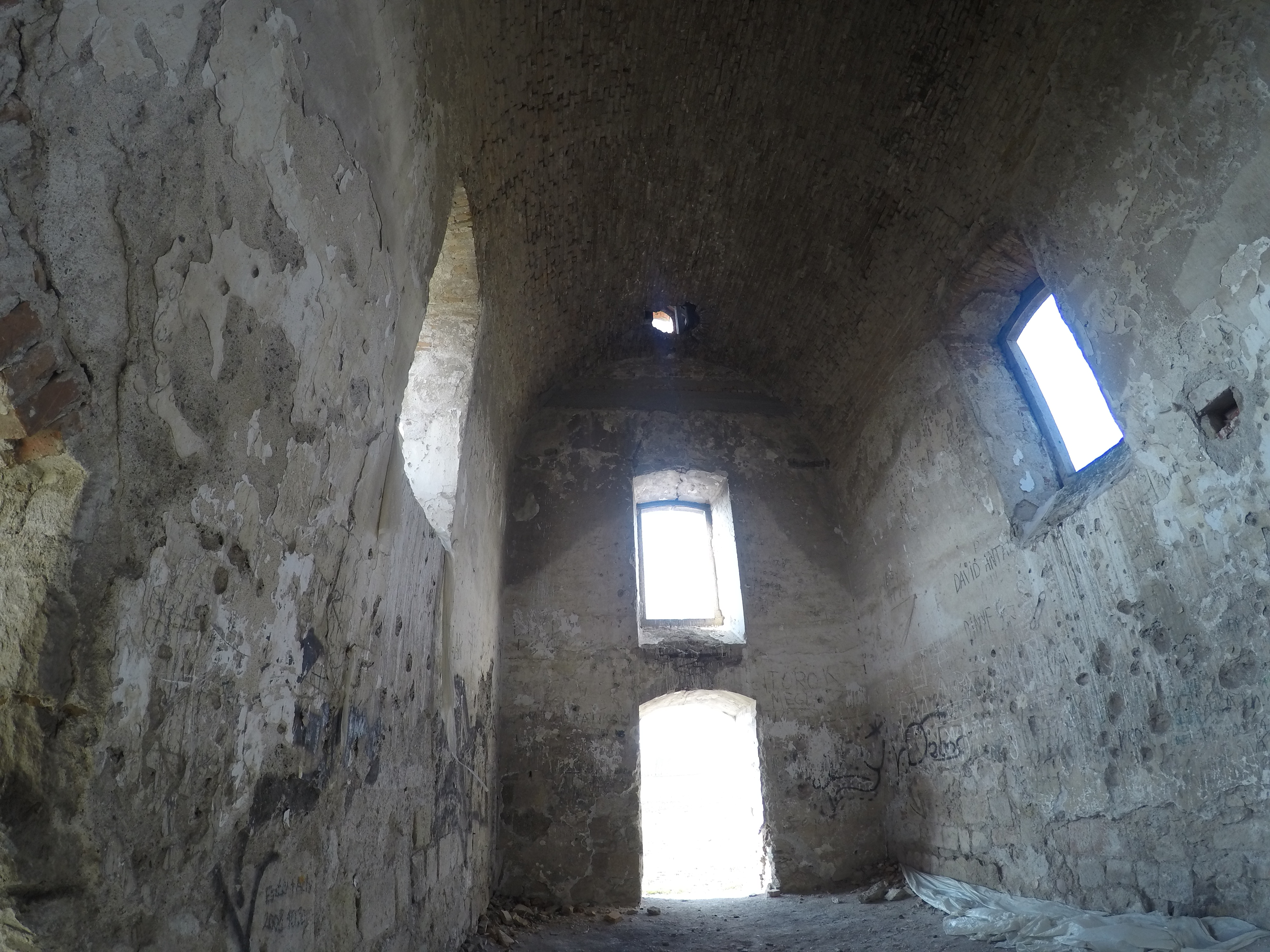
A kápolna belső tere 2015-ben
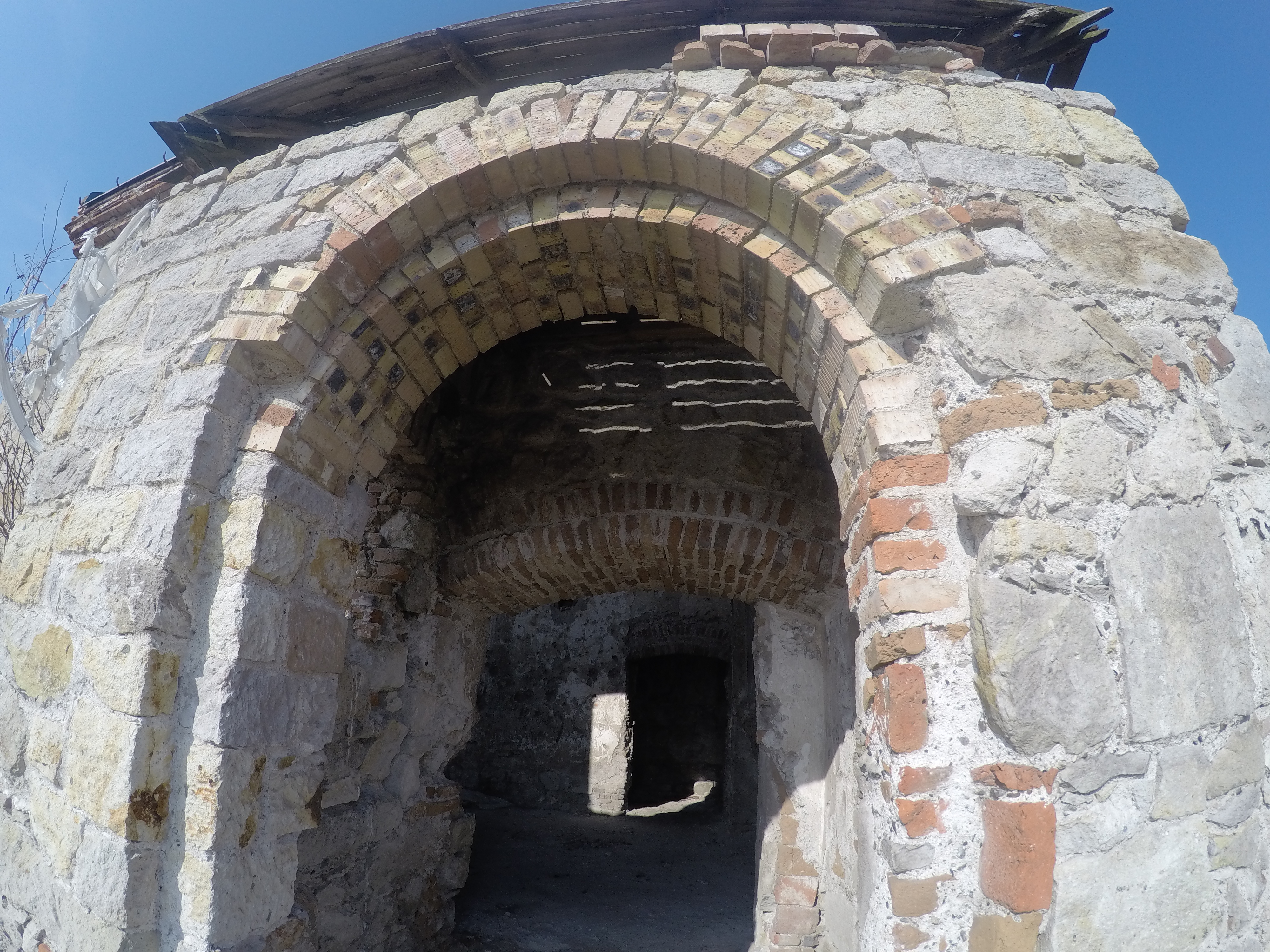
A Szent Vendel-kápolna boltíves oldalsó bejárata a déli oldalon
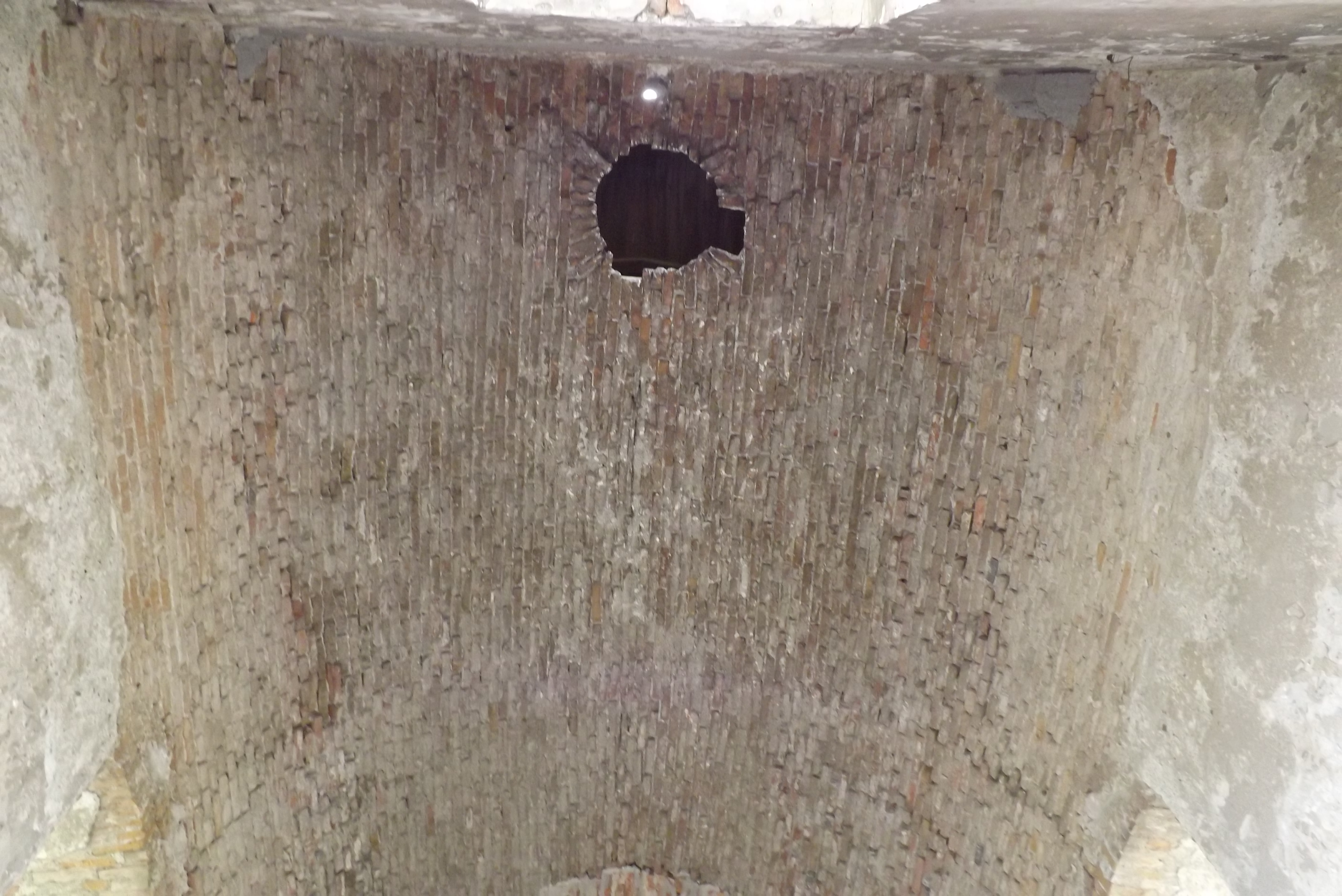
A pusztaszikszói kápolna beszakadt mennyezete
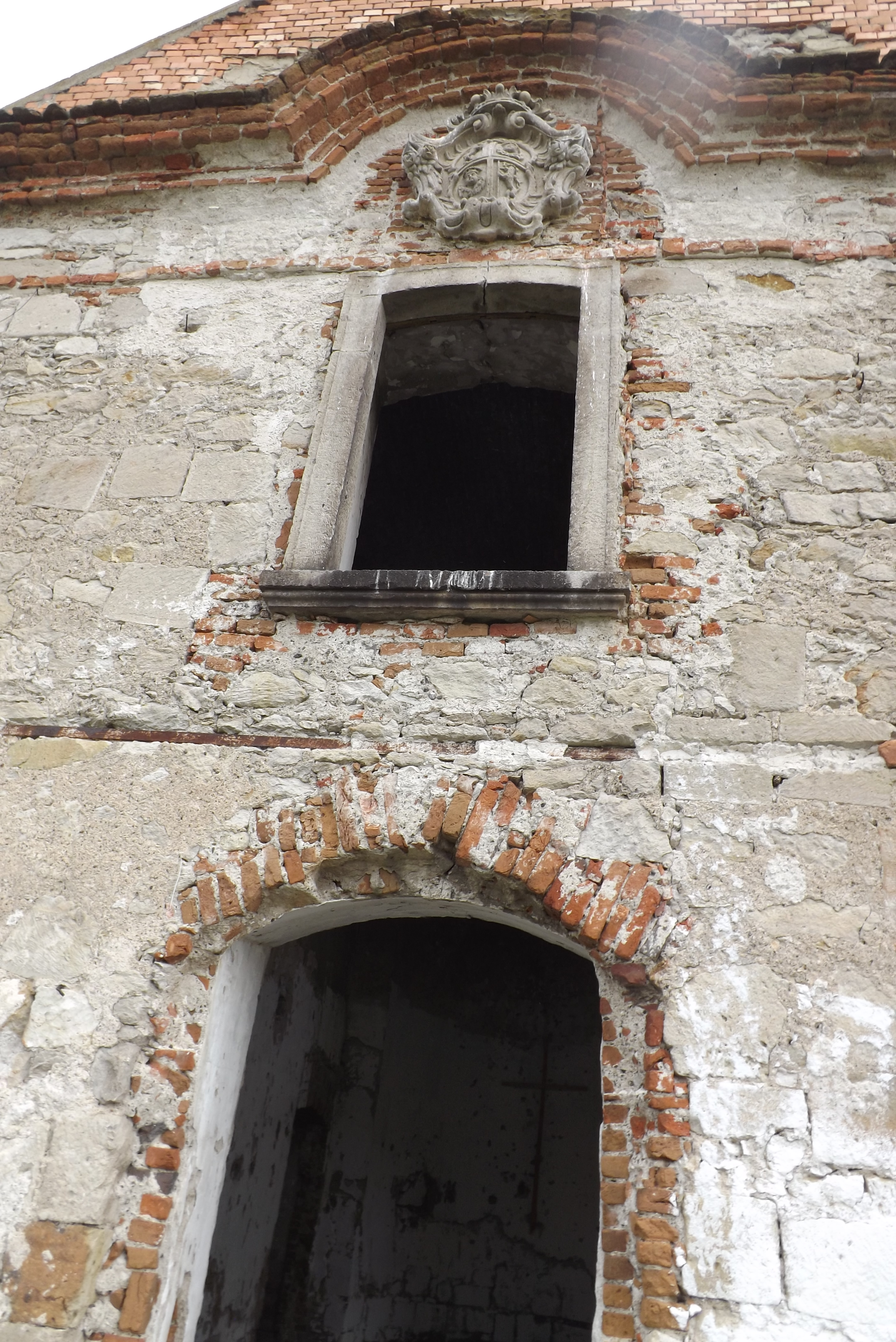
A Szent Vendel-kápolna déli bejárati részlete a címerrel
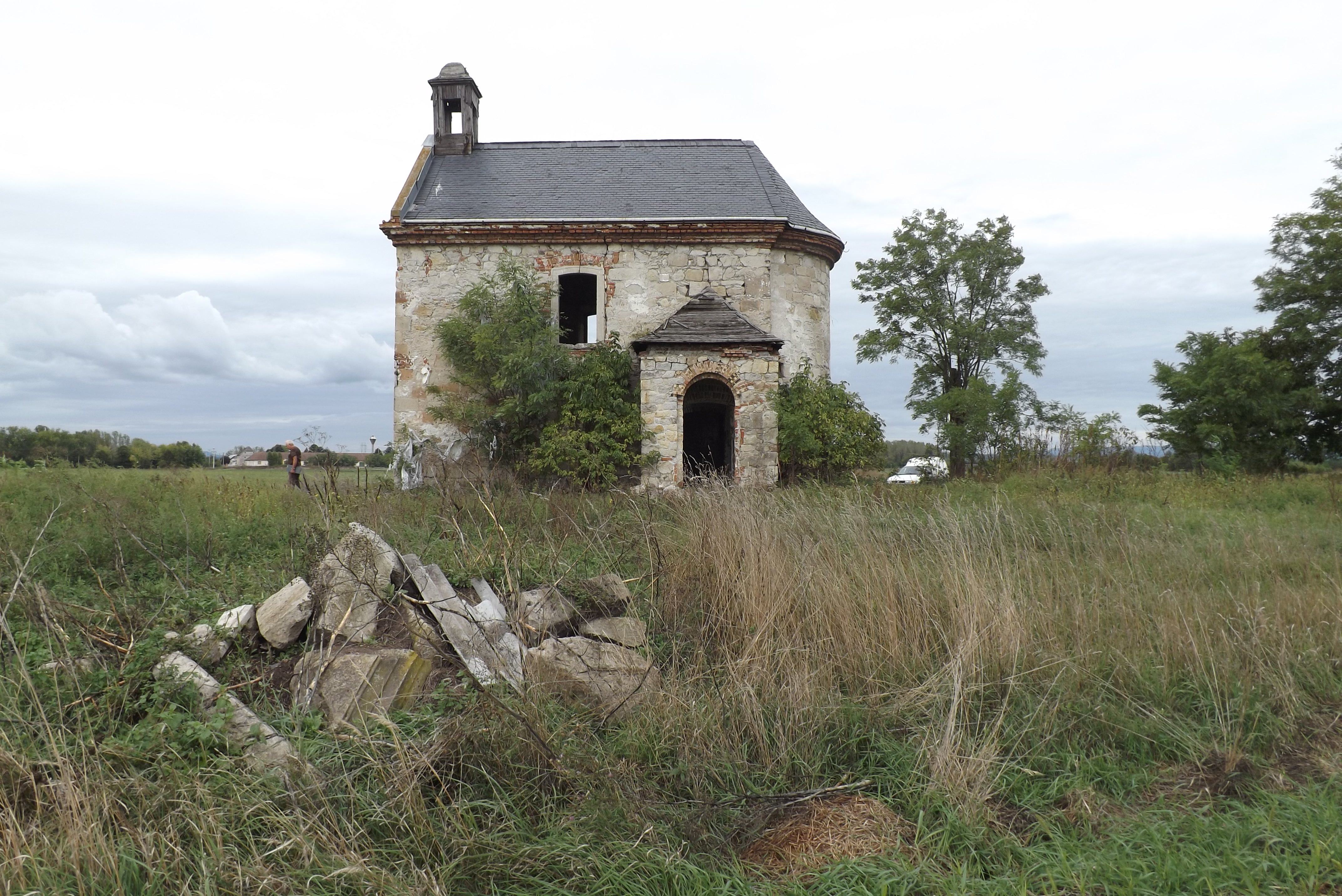
A kápolna keleti oldala
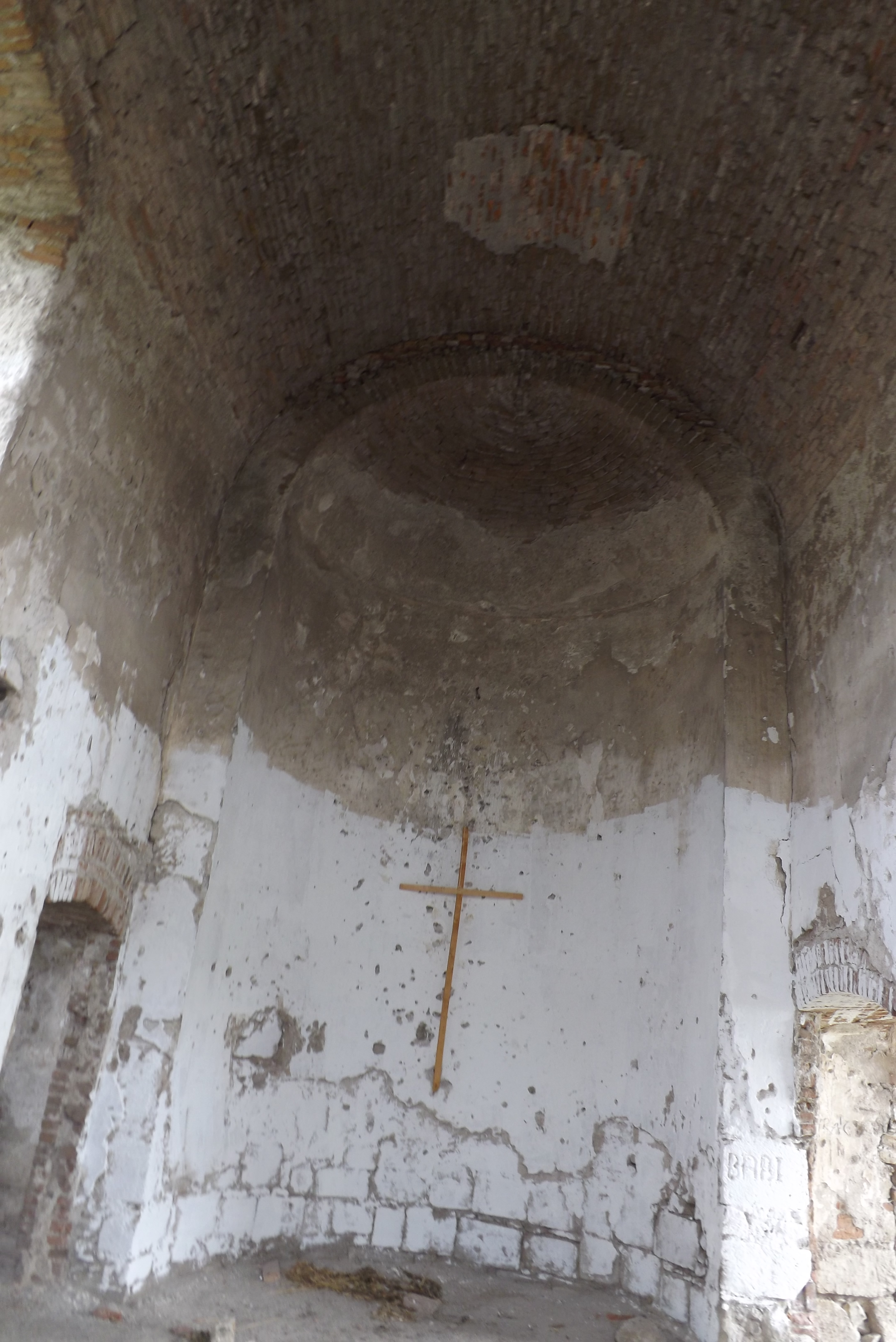
A kápolna hátsó, északi oldala belülről
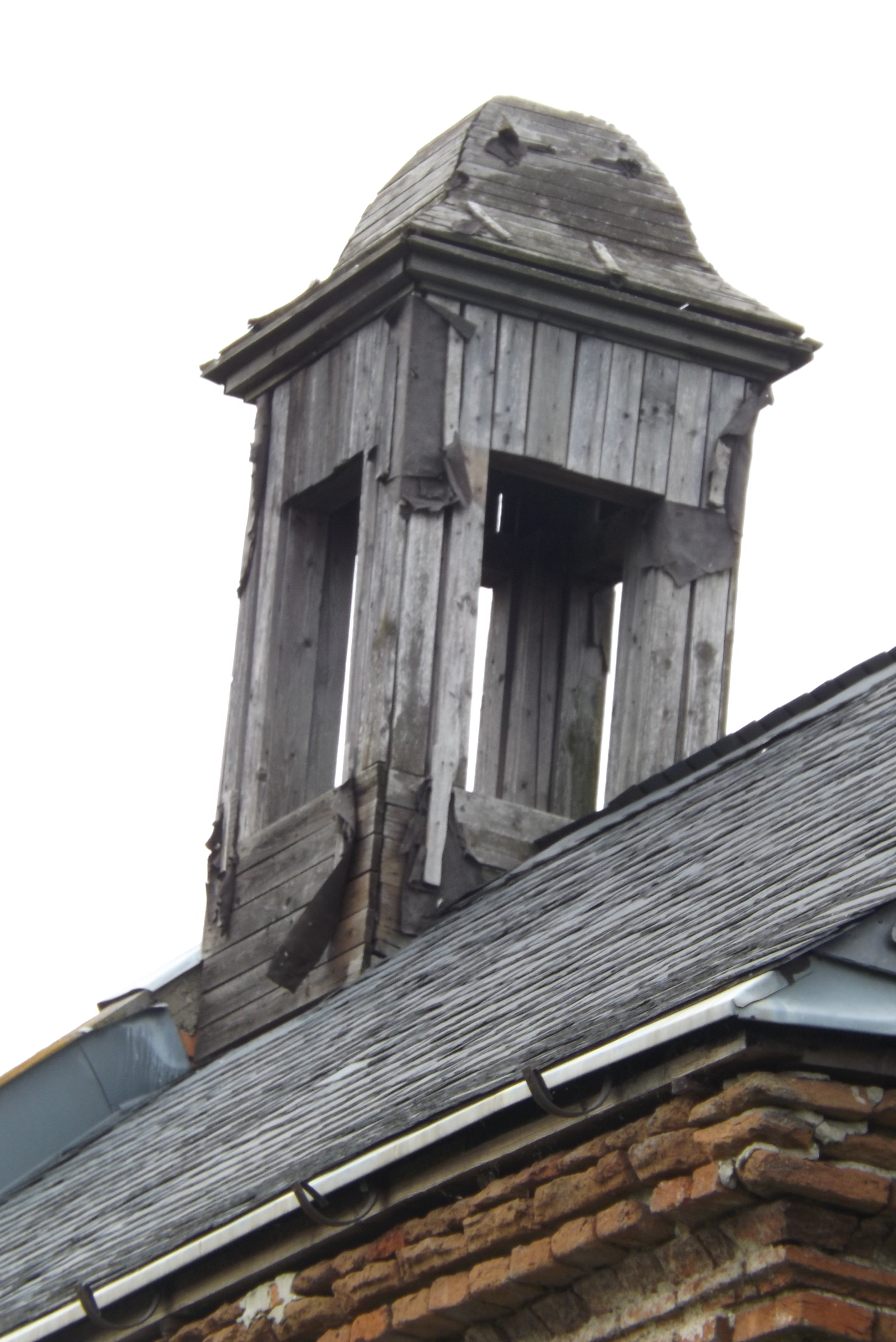
A pusztaszikszói kápolna fa toronyrésze
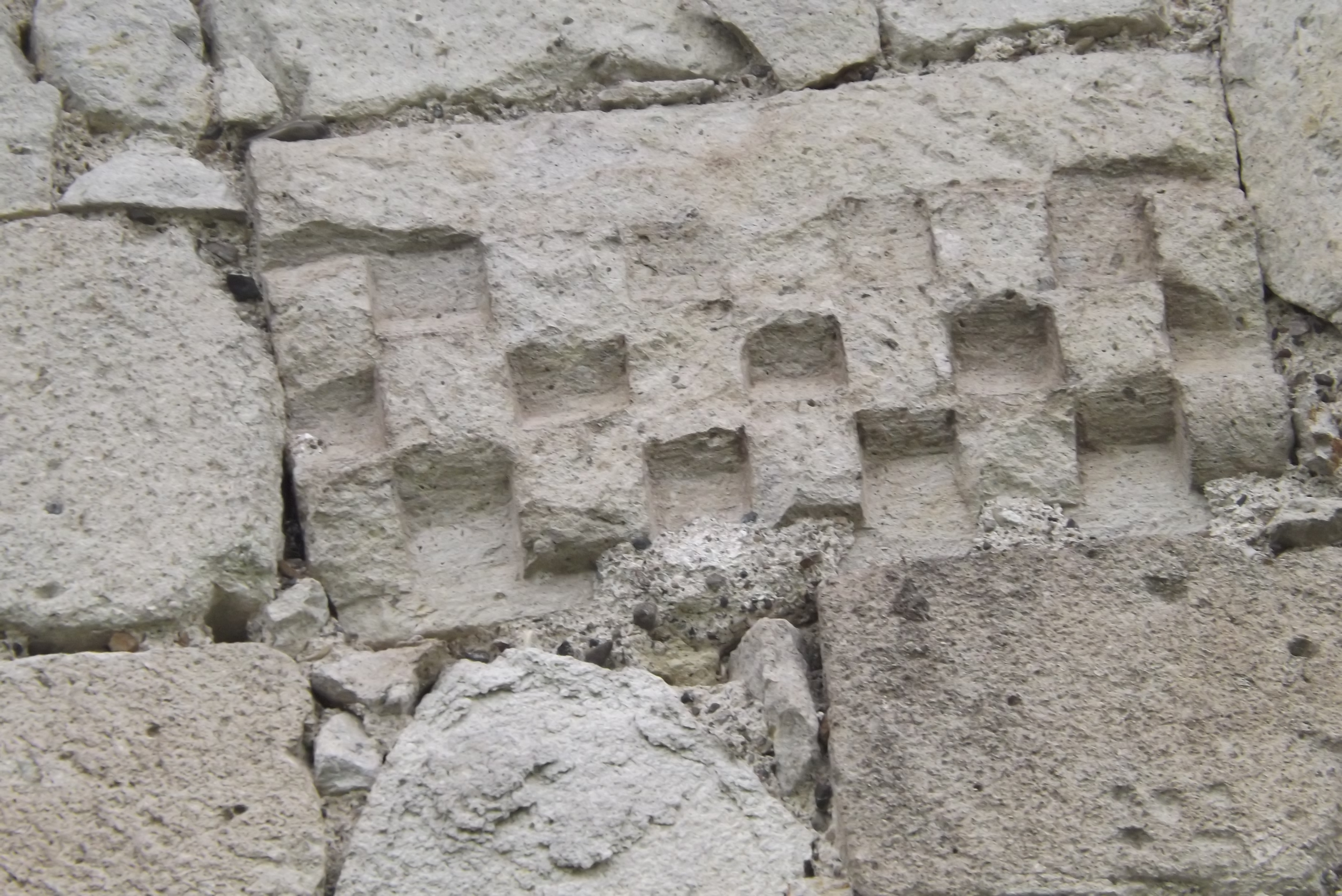
A pusztaszikszói kápolna falába beépített régi kőkocka
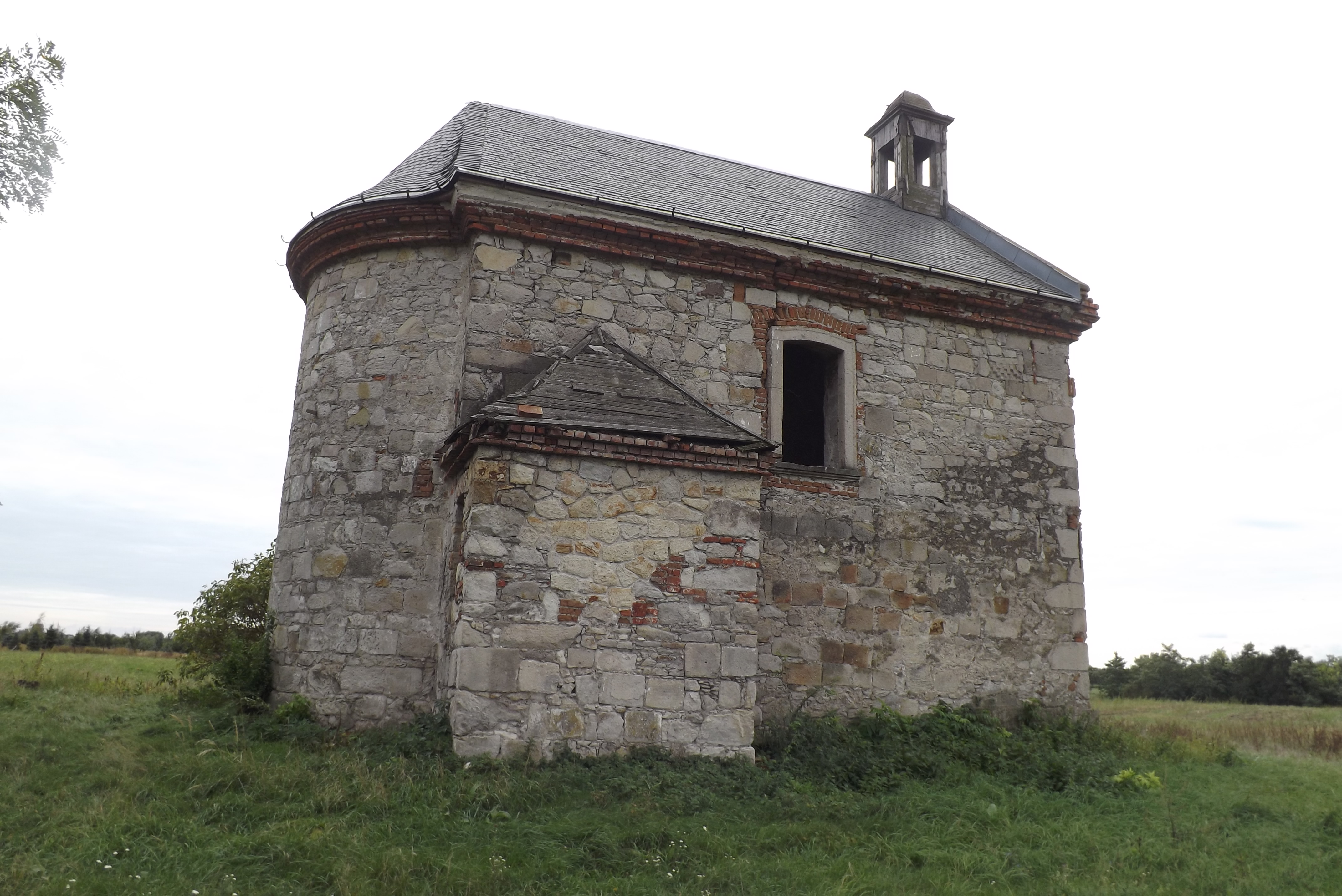
Az épület nyugati oldala a jobb felső sarokban a beépített kőkockával
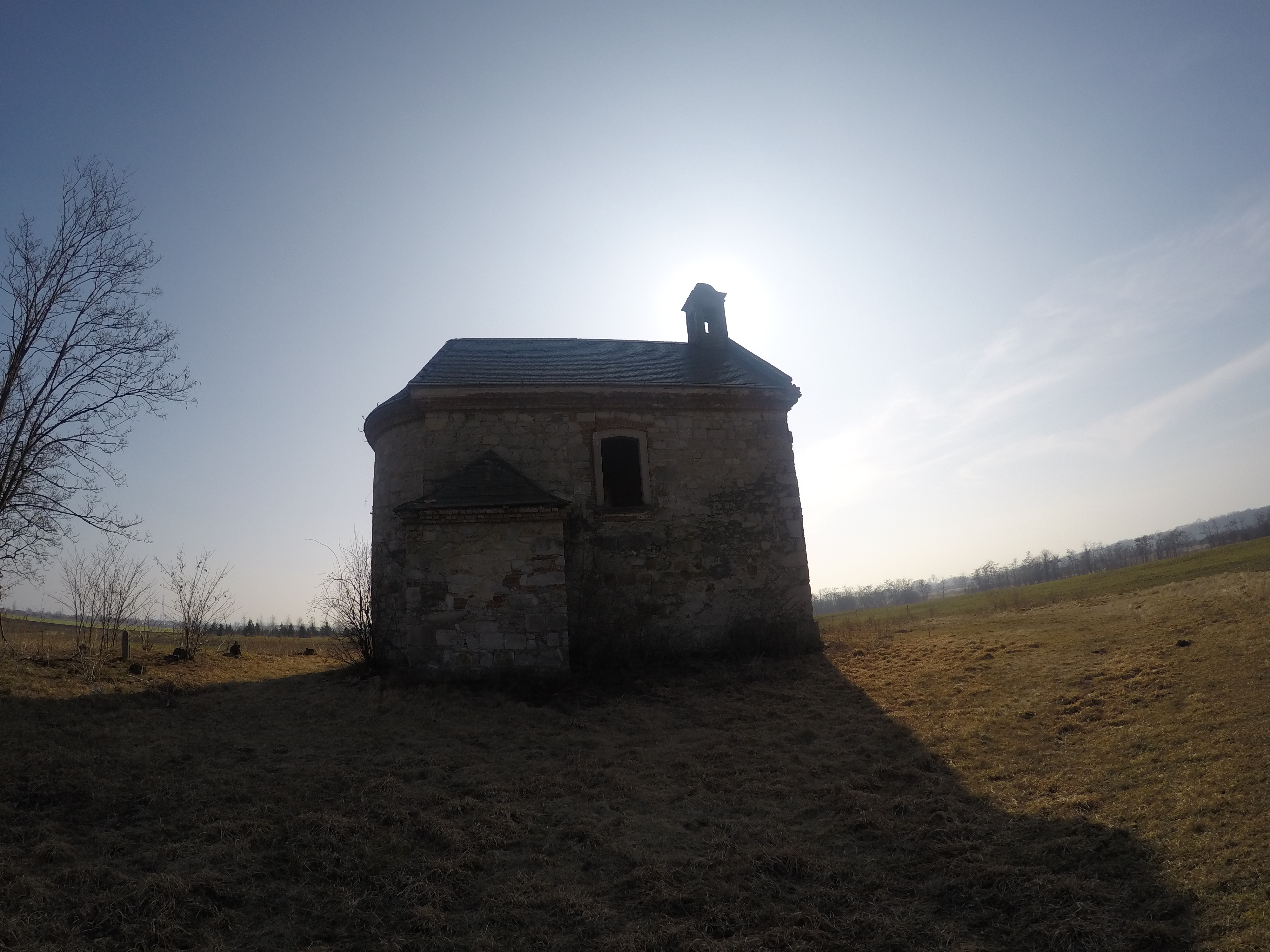
A pusztaszikszói Szent Vendel-kápolna északi oldala
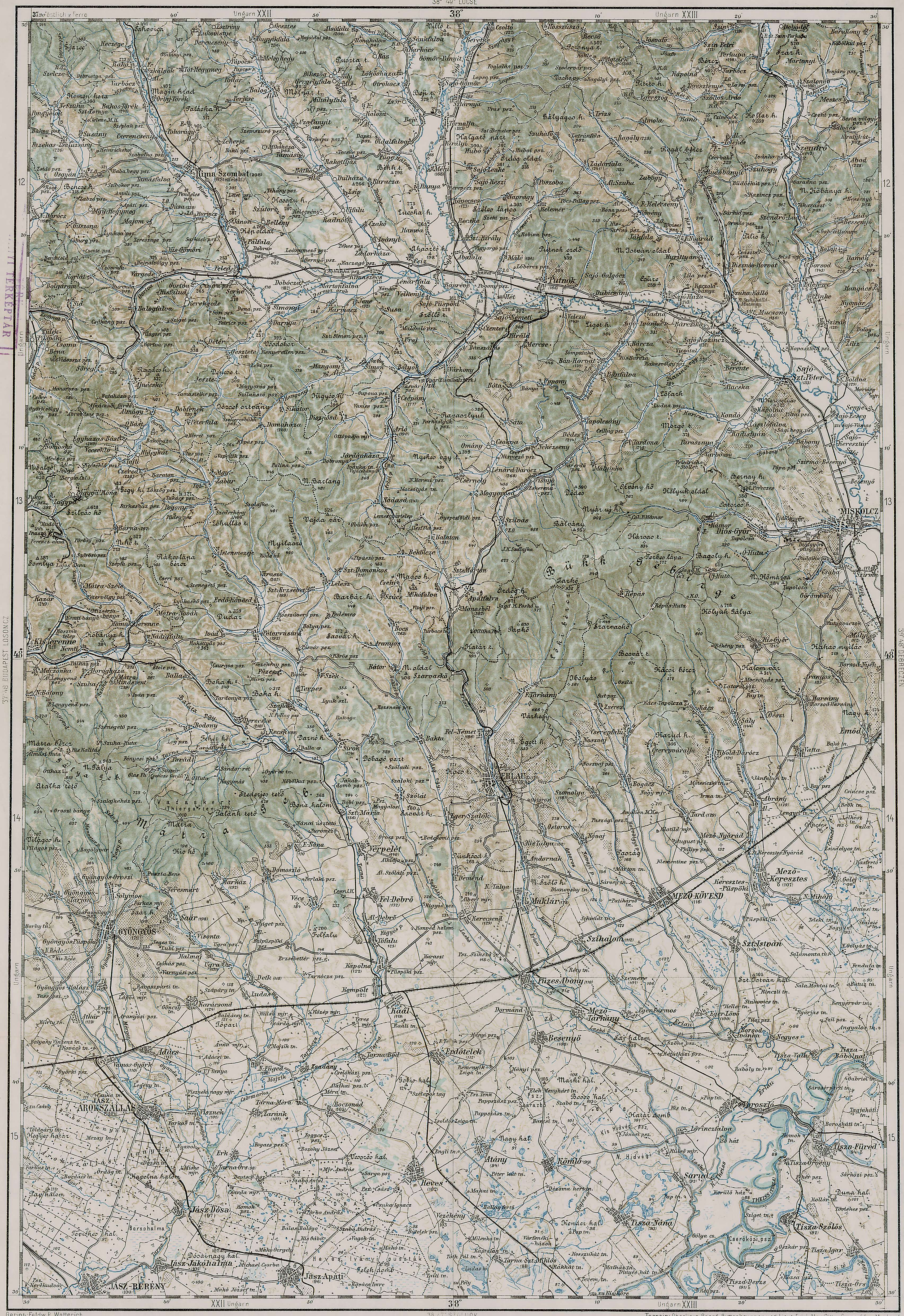
A harmadik katonai felmérés térképe Miskolcról, rajta Pusztaszikszó kápolnájával 1887-ből.